# Дракункулюс
Дракункулюс, или, реже, Дракункулус (лат. Dracunculus), — род многолетних травянистых растений семейства Ароидные (Araceae). Род объединяет два вида, которые ранее относили к типовому роду семейства — Ароннику (Arum).

## Название
Научное название рода, Dracunculus, может быть переведено как «маленький дракон», «маленькая змея», «змейка» и объясняется формой длинного и достаточного тонкого соцветия, отдалённо напоминающего небольшую змею.
Название «Эстрагон», употреблённое в русском издании книги Хессайона, появилось вледствие ошибки переводчика, спутавшего дракункулюс с эстрагоном (Artemisia dracunculus).
Имеется большое число английских общеупотребительных названий растения: Dragon Arum («драконий аронник»), Dragonwort («драконья трава»), Black Arum («чёрный аронник»), Black Dragon («чёрный дракон»), Devil’s-tongue («язык дьявола»), Snake Lily («змеиная лилия») и Stink Lily («зловонная лилия»).
Dracunculus — научное название не только рода цветковых растений из семейства Ароидные, но и рода паразитических червей, относящиеся к типу Нематоды (Nematoda) и вызывающих у человека и животных заболевание дракункулёз. Поскольку ботанический род Dracunculus Mill., 1754 находится в юрисдикции Международного кодекса ботанической номенклатуры, а зоологический род Dracunculus Reichard, 1759 — Международного кодекса зоологической номенклатуры, эти названия не являются таксономическими омонимами и к ним не должна применяться процедура устранения омонимии.

## Распространение
Ареал рода охватывает Средиземноморье, а также Мадейру и Канарские острова.

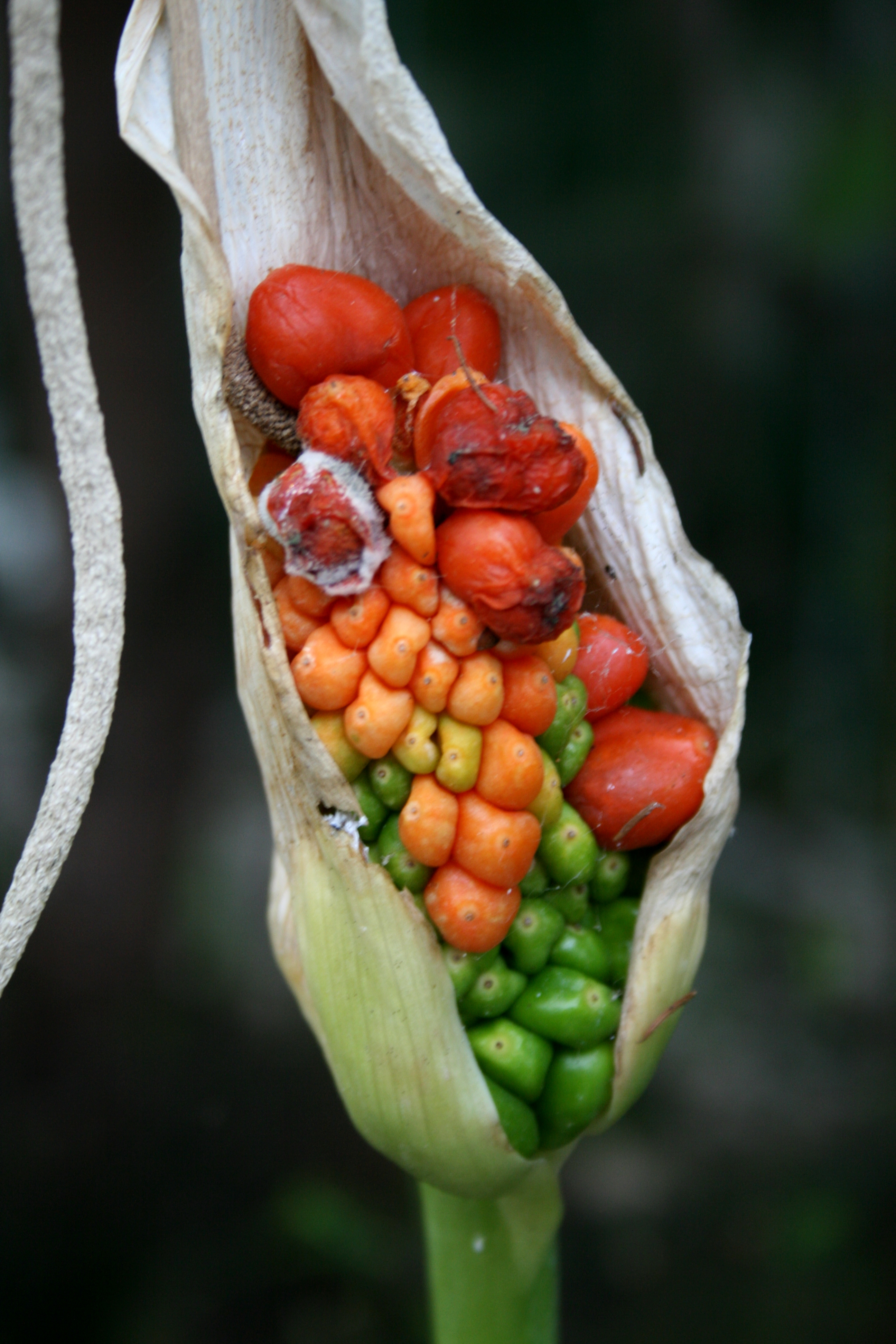
Соплодие дракункулюса канарского

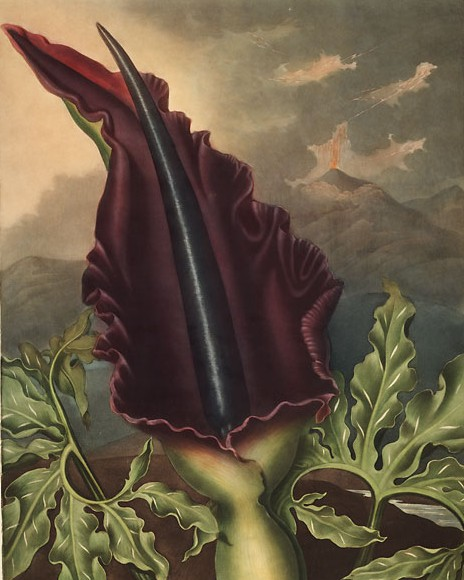
Dracunculus vulgaris. Ботаническая иллюстрация из книги Temple of Flora (1799)

## Биологическое описание
Дракункулюс — клубневое растение.
Цветёт весной, до распускания листьев. Цветки мелкие, собраны в початок, как и у других представителей семейства Ароидные. Характерная особенность растений этого рода — вертикально расположенное сильно вытянутое соцветие-початок, достигающее 40 см  в длину при диаметре в несколько сантиметров. Окраска початка может быть разной — от красной до почти чёрной. Соцветие, помимо початка, состоит из листа-покрывала, внешняя сторона которого зелёная; цвет внутренней стороны, в зависимости от сорта, может быть и ярко-красным, и красно-пурпуровым, и даже практически чёрным. Цветки издают запах гниения, который привлекает опылителей, например мух.
Листья крупные, пальчатораздельные, похожи на оленьи рога; появляются после окончания цветения в количестве от одного до трёх. У листьев декоративны не только пластинки, но и черешки, на которых имеется множество поперечных полосок.

## Использование
Корни ядовиты, но в некоторых местностях, особенно в голодные времена, их подвергали определённой обработке и затем толкли, чтобы получить съедобный крахмал.
Основное современное использование представителей этого рода — в качестве декоративных садовых растений.

## Культивирование
Культивируют как оригинальное садовое растение в основном Дракункулюс обыкновенный (Dracunculus vulgaris). Из-за неприятного запаха цветков его не рекомендует сажать рядом с жилыми помещениями, но не стоит опасаться зловония, поскольку соцветия активно пахнут в течение всего одного дня.
Агротехника
Дракункулюс сажают в хорошо дренированную почву — или как одиночные растения, или группой по 3—5. Растения любят солнечный свет, но размещать их лучше на участках, защищённых от прямых лучей полуденного солнца. Для нормального развития их следует регулярно поливать, но после цветения полив уменьшают.
В условиях умеренного климата осенью клубни выкапывают и хранят в сухом прохладном месте при температуре не ниже нуля градусов (например, в холодильнике).
Размножается семенами или боковыми отросками.

## Классификация
Род Дракункулюс наиболее близок к роду Аронник. Вместе с ещё пятью родами они объединены в трибу Ароидные (Areae) в составе подсемейства Ароидные (Aroideae).

## Виды
Полный список видов по данным Королевских ботанических садов в Кью и сайта Germplasm Resources Information Network:
- Dracunculus canariensis Kunth (1841) — Дракункулюс канарский, или Дракункулус канарский. Растение с Канарских островов и Мадейры[9].
- Dracunculus vulgaris Schott (1832) — Дракункулюс обыкновенный, или Дракункулус обыкновенный [syn.  Arum dracunculus L. (1753)]. Растение происходит из Средиземноморья[7]. В высоту достигает одного метра[1].